# Schwalbenhöhle (Mexiko)
Die Schwalbenhöhle (spanisch Sótano de las Golondrinas, englisch Cave of Swallows dt. Schwalbenkeller) ist die zweittiefste Höhle in Mexiko. Sie liegt im Regenwald etwa 15 Straßenkilometer westlich von Aquismón, im Osten des Bundesstaates San Luis Potosí. Die erste Ebene ist 333 m tief und hat einen oberen Öffnungsdurchmesser von ca. 50 m, der sich nach unten hin glockenförmig auf ca. 135 m erweitert. Die zweite Ebene liegt 512 m tief. Der Name ist von den dort nistenden Seglern (Familie Apodidae) abgeleitet; auch Grünsittiche nisten dort. Es handelt sich nicht um eine Cenote, da kein Gewässer am Boden der Doline steht. 
Vom Talort Aquismón (82 m Seehöhe) fährt man etwa 14 km weit eine Straße bergauf, die dort fast 1000 m Seehöhe erreicht, wo spitz nach rechts zurück (ostwärts) ein Weg abzweigt, der 210 m weit und 51 m bergab zu Gebäuden (717 m) führt, von denen der Höhlenmund nochmals 200 m Luftlinie Waldweg entfernt liegt.
Der höchste Punkt des Mundlochrands liegt 370 m über der Höhlenebene 1. Diese besteht aus bewachsenem Guano, in den sich 2 m tief ein Bach eingegraben hat.
Den lokal ansässigen Huaxteken ist die Höhle seit langem bekannt. Die erste dokumentierte Befahrung erfolgte 1966 durch T. R. Evans, Charles Borland und Randy Sterns. Die 512 m tiefe Ebene 2, zugänglich nur über einen wesentlich engeren Schacht, wurde erst 1969 erforscht. Mittlerweile ist die Schwalbenhöhle Ziel von Basejumpern geworden, die mit ihren Fallschirmen in die Öffnung der Höhle hineinspringen.

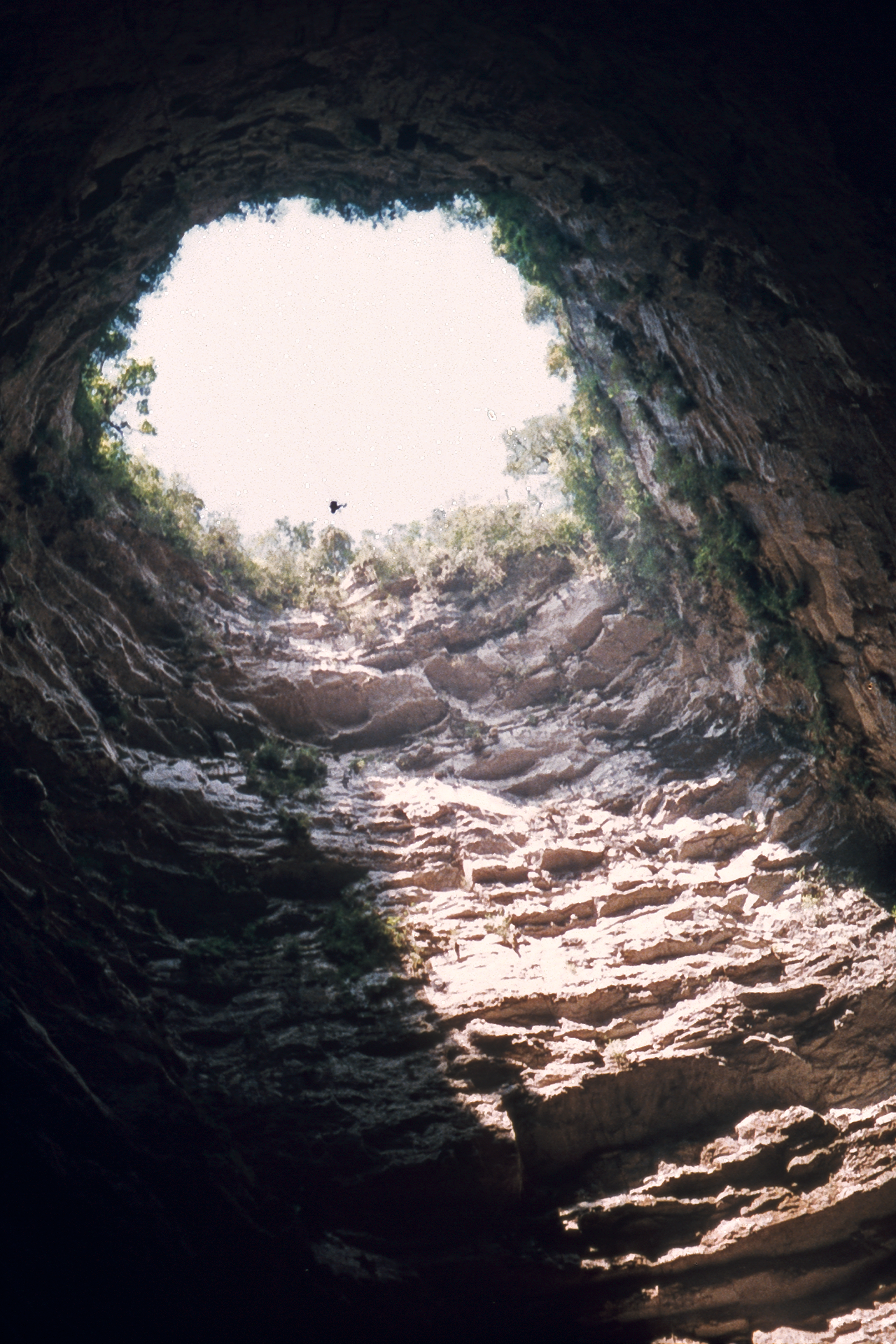
Ein Höhlenkletterer seilt sich 333 Meter in die Schwalbenhöhle ab.

Profil der Höhle